# (8582) Kazuhisa
(8582) Kazuhisa est un astéroïde de la ceinture principale.

## Description
(8582) Kazuhisa est un astéroïde de la ceinture principale. Il fut découvert le 2 janvier 1997 à Ōizumi par Takao Kobayashi. Il présente une orbite caractérisée par un demi-grand axe de 3,12 UA, une excentricité de 0,22 et une inclinaison de 4,1° par rapport à l'écliptique.

## Compléments